# دیما بیلان
دیما بیلان (به روسی: Дима Билан)؛ نام اصلی ویکتور نیکولاویچ بلان, (به روسی: Виктор Николаевич Белан)، (متولد ۲۴ دسامبر ۱۹۸۱ در شوروی) خواننده پاپ روسی است. دیما بیلان سال ۲۰۰۶ در یوروویژن ۲۰۰۶ با ترانه never let you go (هیچ وقت نمی‌زارم بری) وارد یوروویژن شد و در سال ۲۰۰۸ در یوروویژن ۲۰۰۸ با ترانه believe (اعتقاد) اول شد.

## جایزه موسیقی روسی MTV
سال ۲۰۰۵ به عنوان بهترین آرتیست و بهترین اجرا
سال ۲۰۰۶ آهنگ (never let you go) به عنوان بهترین موسیقی
سال ۲۰۰۷ جایزه بهترین آهنگ (it is not possible)
سال ۲۰۰۸ بهترین موزیک ویدو و بهترین خواننده